# GSC2712-1058
GSC2712-1058 — хімічно пекулярна зоря спектрального класу A5, що має видиму зоряну величину в смузі V приблизно  9,8.